# 이스마일 파샤

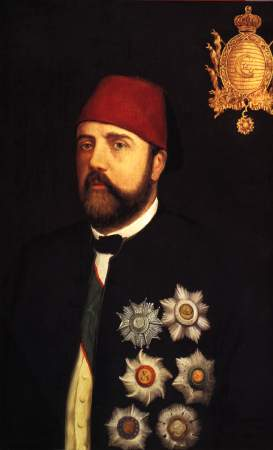
이스마일 파샤

이스마일 파샤(튀르키예어: İsmail Paşa, 아랍어: الخديوي إسماعيل, 1830년 12월 31일 ~ 1895년 3월 2일)는 이집트의 번왕(재위: 1863년 ∼ 1879년)이다.
유럽의 여러 제도를 모범으로 하여 교육·산업·교통 등 각 방면에서 이집트 근대화에 노력하였다. 레셉스의 수에즈 운하 개착을 도와 그 자본금의 44%를 부담하였으나, 재정적 궁핍으로 영국과 프랑스에서 다액의 차관을 받았으며, 1875년 운하 회사의 주권을 영국에 매각하였고, 다시 열강의 재정 관리를 받았다. 그의 시대에 영국과 프랑스에 대한 종속은 결정적인 것이 되고, 양국의 압박을 받아 퇴위하였다.